# Районные газеты Якутии
Районные газеты Якутии — газеты, выпускающиеся в районах (улусах) Республики Саха (Якутия). Учредителями газет являются государственные и муниципальные организации. В газетах размещается информация о деятельности органов муниципальной власти, районные новости, литературные произведения местных авторов.
Ulus.media — объединённый новостной портал районных газет Якутии.
| Название                            | Район                    | Языки                       | Год основания | Прежние названия                                           | Веб-сайт                        |
| ----------------------------------- | ------------------------ | --------------------------- | ------------- | ---------------------------------------------------------- | ------------------------------- |
| Хотугу кыым                         | Абыйский улус            | русский, якутский           | 1953          | ?                                                          | http://хотугукыым.рф/           |
| Алданский рабочий                   | Алданский улус           | русский                     | 1928          | нет                                                        | http://алданскийрабочий.рф/     |
| Путь развития Сайдыы суола          | Аллаиховский улус        | русский, якутский           | 1954          | Ленин суола                                                | http://путьразвития.рф/         |
| Амма олоҕо                          | Амгинский улус           | русский, якутский           | 1933          | Социализм тутуутугар, Коммунизм тутуутугар                 | http://амгагазета.рф/           |
| Огни Анабара Анаабыр уоттара        | Анабарский улус          | русский, якутский           | 1954          | Кыһыл сулус/Красная звезда                                 | http://анаабыруоттара.рф/       |
| Маяк Арктики Арктика маяга          | Булунский улус           | русский, якутский           | 1938          | Булун кыhата, Хотугу сулус                                 | http://маякарктики.рф/          |
| Үөһээ Бүлүү                         | Верхневилюйский улус     | якутский                    | 1943          | Коммунизм сарданата Коммунизм суолунан                     | http://верхневилюйск-газета.рф/ |
| Колымские новости                   | Верхнеколымский улус     | русский                     | 1954          | Колымский водник Советская Колыма                          | http://колымскиеновости.рф/     |
| Вести Верхоянья Дьааҥы сонуна       | Верхоянский улус         | русский, якутский           | 1939          | Верхоянский большевик, Верхоянский коммунист               | http://вестиверхоянья.рф/       |
| Олох Суола                          | Вилюйский улус           | якутский                    | 1931          | Колхоз суола, Путь Октября                                 | http://олохсуола.рф/            |
| Сила труда Үлэ күүһэ                | Горный улус              | русский, якутский           | 1950          | нет                                                        | http://сила-труда.рф/           |
| Новости Жиганска Эдьигээн сонуннара | Жиганский улус           | русский, якутский           | 1952          | Новая жизнь Коммунизм уоттара/Огни Коммунизма              | http://новостижиганска.рф/      |
| Дабаан                              | Кобяйский улус           | русский, якутский           | 1944          | Ленинец                                                    | http://дабаан.рф/               |
| Ленский вестник                     | Ленский улус             | русский                     | 1940          | Ленский коммунист Социалистический труд                    | http://ленский-вестник.рф/      |
| Эркээйи                             | Мегино-Кангаласский улус | русский, якутский           | 1937          | Колхоз кырдьыга Ленинскэй знамя (до 1994)                  | http://эркээйи.рф/              |
| Мирнинский рабочий                  | Мирнинский улус          | русский                     | 1960          | нет                                                        | https://mirrab.ru               |
| Индигир уоттара                     | Момский улус             | русский, якутский           | 1953          | Социализм кыайыыта                                         | http://индигируоттара.рф/       |
| Эҥсиэли                             | Намский улус             | русский, якутский           | 1935          | Колхоз сирдьитэ, Ленин суола                               | http://энсиэли.рф/              |
| Индустрия Севера                    | Нерюнгринский улус       | русский                     | 1976          | нет                                                        | http://индустриясевера.рф/      |
| Колымская правда                    | Нижнеколымский улус      | русский                     | 1953          | Красный оленевод                                           | http://колымскаяправда.рф/      |
| Ньурба Огни Нюрбы                   | Нюрбинский улус          | русский, якутский           | 1937          | Коммунизм суола Кыһыл сулус                                | http://огнинюрбы.рф/            |
| Северная заря Хотугу Сардаҥа        | Оймяконский улус         | русский, якутский           | 1 мая 1945 г. | Горняк Индигирки, Новый Север                              | http://северная-заря.рф/        |
| Сардаҥа                             | Оленёкский улус          | якутский                    | 1954          | нет                                                        | http://сарданагазета.рф/        |
| Олёкма                              | Олёкминский улус         | русский                     | 1933          | Колхозник Знамя Октября                                    | http://олекма.рф/               |
| Колымские волны Халыма долгуннара   | Среднеколымский улус     | русский, якутский           | 1942          | Социалистическай Халыма Знамя                              | http://халымадолгуннара.рф/     |
| Сунтаар сонуннара                   | Сунтарский улус          | якутский                    | 1938          | Сталин суола Ленинскэй знамя/Ленинское знамя Ильич уоттара | http://сунтаарсонуннара.рф/     |
| Таатта                              | Таттинский улус          | якутский                    | 1939          | Коммунист                                                  | http://таатта.рф/               |
| Томпонский вестник ? Томпо илдьитэ  | Томпонский улус          | русский, эвенский, якутский | 1954          | Красное знамя/Хуланя знамя/Кыһыл знамя                     | http://томпонскийвестник.рф/    |
| Мүрү саһарҕата                      | Усть-Алданский улус      | якутский                    | 1935          | Ленинскэй тэрийээччи                                       | http://мюрюгазета.рф/           |
| Усть-Майский вестник                | Усть-Майский улус        | русский                     | 1937          | Знамя коммунизма                                           | http://усть-майскийвестник.рф/  |
| Заря Яны Дьааҥы сардаҥата           | Усть-Янский улус         | русский, якутский           | 1943          | Бассабыык                                                  | http://заря-яны.рф/             |
| Хангалас Хаҥалас                    | Хангаласский улус        | русский, якутский           | 1940          | Ленские маяки/Лена маяктара                                | http://ханаласгазета.рф/        |
| Саҥа олох                           | Чурапчинский улус        | якутский                    | 1931          | Социализм суола                                            | http://санаолох.рф/             |
| Бытантай тогални Бытантай уоттара   | Эвено-Бытантайский улус  | эвенский, якутский          | 1989          | нет                                                        | http://бытантайуоттара.рф/      |